# Саханська сільська рада (Ширяївський район)
Саха́нська сільська́ ра́да — колишня адміністративно-територіальна одиниця та орган місцевого самоврядування в Ширяївському районі Одеської області. Адміністративний центр — село Саханське.
Дата ліквідації — 5 червня 2018 року. Населені пункти були підпорядковані Цебриківській сільській громаді.

## Загальні відомості
- Територія ради: 85,681 км²
- Населення ради: 848 осіб (станом на 2001 рік)

## Населені пункти
Сільській раді були підпорядковані населені пункти:
- с. Саханське
- с. Галупове
- с. Журавське
- с. Никомаврівка

## Населення
Згідно з переписом УРСР 1989 року чисельність наявного населення сільської ради становила 907 осіб, з яких 410 чоловіків та 497 жінок.
За переписом населення України 2001 року в сільській раді мешкала 851 особа.

### Мова
Розподіл населення за рідною мовою за даними перепису 2001 року:
| Мова       | Відсоток |
| ---------- | -------- |
| українська | 89,03 %  |
| молдовська | 6,60 %   |
| російська  | 3,18 %   |
| вірменська | 0,94 %   |
| гагаузька  | 0,12 %   |
| німецька   | 0,12 %   |

## Склад ради
Рада складається з 12 депутатів та голови.
- Голова ради: Каблаш Володимир Олексійович
- Секретар ради: Чижикова Тетяна Іванівна

### Керівний склад попередніх скликань
| Прізвище, ім'я, по батькові  | Основні відомості                                                                     | Дата обрання | Дата звільнення |
| ---------------------------- | ------------------------------------------------------------------------------------- | ------------ | --------------- |
| Каблаш Володимир Олексійович | Сільський голова, 1955 року народження, освіта середня загальна, безпартійний         | 26.03.2006   | 31.10.2010      |
| Каблаш Володимир Олексійович | Сільський голова, 1955 року народження, освіта середня загальна, член Партії регіонів | 31.10.2010   | 25.10.2015      |

Примітка: таблиця складена за даними сайту Верховної Ради України

### Депутати
За результатами місцевих виборів 2010 року депутатами ради стали:

#### За суб'єктами висування
| Суб'єкт висування                                       | Кількість обраних депутатів | %    |
| ------------------------------------------------------- | --------------------------- | ---- |
| Партія регіонів                                         | 9                           | 75   |
| Народна партія                                          | 2                           | 16,7 |
| Політична партія Всеукраїнське об'єднання «Батьківщина» | 1                           | 8,3  |

#### За округами
| № округу                                                | Прізвище, ім'я, по батькові   | Дата визнання обраним | Освіта             | Партійна приналежність                        | Відомості про обраного депутата        |
| ------------------------------------------------------- | ----------------------------- | --------------------- | ------------------ | --------------------------------------------- | -------------------------------------- |
| Народна Партія                                          |                               |                       |                    |                                               |                                        |
| 3                                                       | Гузік Микола Терентійович     | 01.11.2010            | середня            | позапартійний                                 | тимчасово не працює                    |
| 9                                                       | Чижикова Тетяна Іванівна      | 01.11.2010            | вища               | член Народної партії                          | сільська рада, секретар                |
| Партія регіонів                                         |                               |                       |                    |                                               |                                        |
| 1                                                       | Ступак Тетяна Семенівна       | 01.11.2010            | середня            | позапартійна                                  | пенсіонер                              |
| 2                                                       | Заболотна Людмила Василівна   | 01.11.2010            | середня            | позапартійна                                  | тимчасово не працює                    |
| 4                                                       | Могильда Сергій Костянтинович | 01.11.2010            | середня            | позапартійний                                 | тимчасово не працює                    |
| 5                                                       | Олійник Вячеслав Миколайович  | 01.11.2010            | середня            | позапартійний                                 | тимчасово не працює                    |
| 6                                                       | Гараба Степан Іванович        | 01.11.2010            | середня            | позапартійний                                 | тимчасово не працює                    |
| 7                                                       | Капука Володимир Миколайович  | 01.11.2010            | середня            | позапартійний                                 | Саханська загальноосвітня школа, водій |
| 8                                                       | Безпалько Євген Петрович      | 01.11.2010            | середня спеціальна | позапартійний                                 | сільська рада, головний бухгалтер      |
| 10                                                      | Яровий Валерій Борисович      | 01.11.2010            | середня            | член Партії регіонів                          | ТОВ «Васма», тракторист                |
| 12                                                      | Мітчик Галина Анатоліївна     | 01.11.2010            | середня            | позапартійна                                  | тимчасово не працює                    |
| Політична партія Всеукраїнське об'єднання «Батьківщина» |                               |                       |                    |                                               |                                        |
| 11                                                      | Сірук Василь Андрійович       | 01.11.2010            | середня            | член Всеукраїнського об'єднання «Батьківщина» | тимчасово не працює                    |